# Teatre d'Operacions del Pacífic

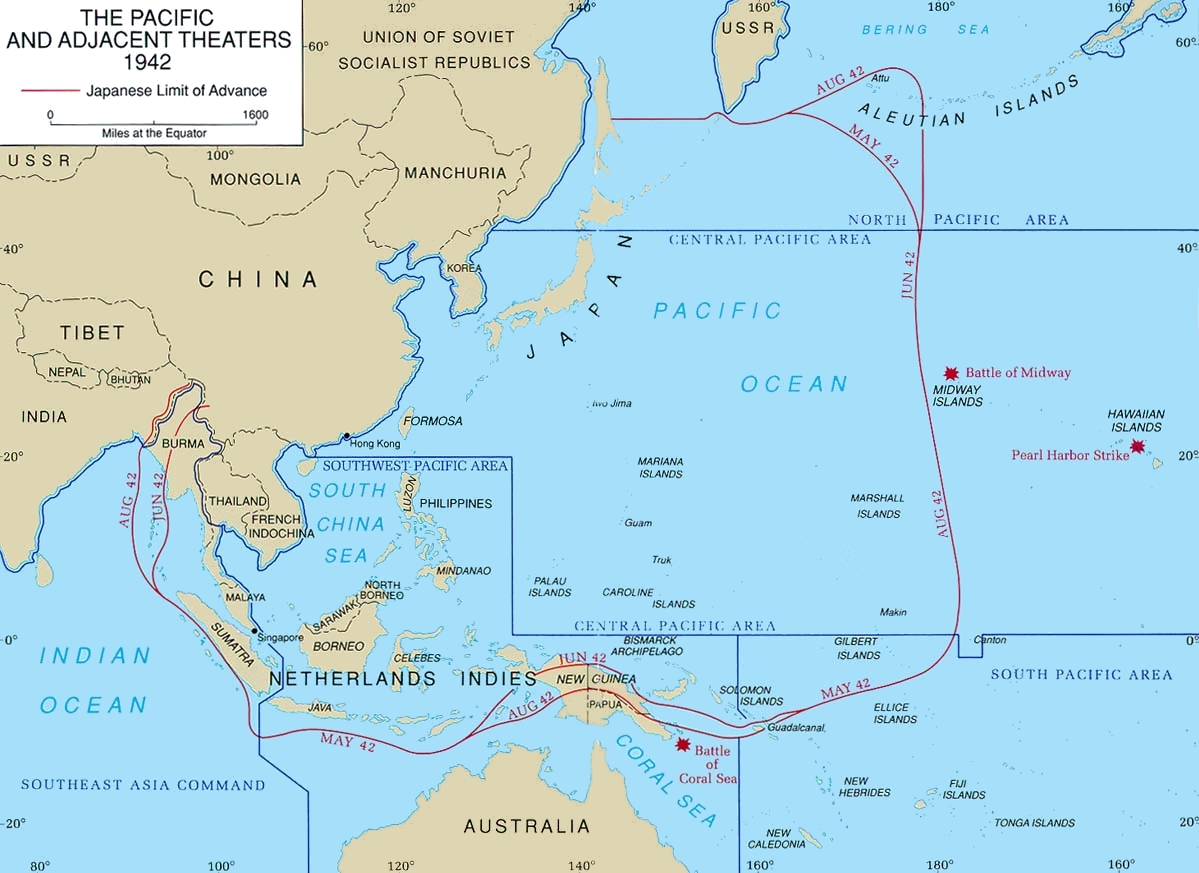
Un mapa del teatre del Pacífic.

El Teatre d'Operacions del Pacífic (PTO) van ser les activitats militars durant la Segona Guerra Mundial a l'oceà Pacífic i els països que l'envolten, un marge geogràfic que marcava les estructures de comandament operatives i administratives de les forces americanes durant el període (les altre zones de la Guerra del Pacífic, el Teatre de la Xina Birmània Índia i el Teatre del Sud-est Asiàtic tenien les seves pròpies estructures de comandament, independents del PTO).
Des de mitjans de 1942 fins al final de la guerra el 1945, hi havia dos comandaments operatius al PTO:
- Àrees de l'Oceà Pacífic (POA; dividit en l'Àrea del Pacífic Central, l'Àrea del Pacífic Nord i l'Àrea del Pacífic Sud), comandades per l'almirall Chester Nimitz, Comandant en Cap de les Àrees de l'Oceà Pacífic.[3]
- Àrea del Pacífic Sud-oest (SWPA), comandat pel General Douglas MacArthur, Comandant en Cap de l'Àrea del Pacífic Sud-oest.[4]

A més, durant 1945, el General Carl Spaatz comandà les Forces Aèries Estratègiques dels Estats Units al Pacífic.
Donats els papers complementaris de l'Exèrcit i de la Marina estatunidencs al teatre del Pacífic, no hi havia un comandant únic (comparable a Eisenhower al Teatre d'Operacions Europeu pel PTO. Al contrari, l'estructura de l'organització era molt complexa, involucrant amb freqüència la Junta de Caps d'Estat Major, i amb els comandants de l'Exèrcit i de la Marina informant al Secretari de Guerra i al  Secretari de la Marina.

## Campanyes i batalles principals

### Àrea de l'Oceà Pacífic

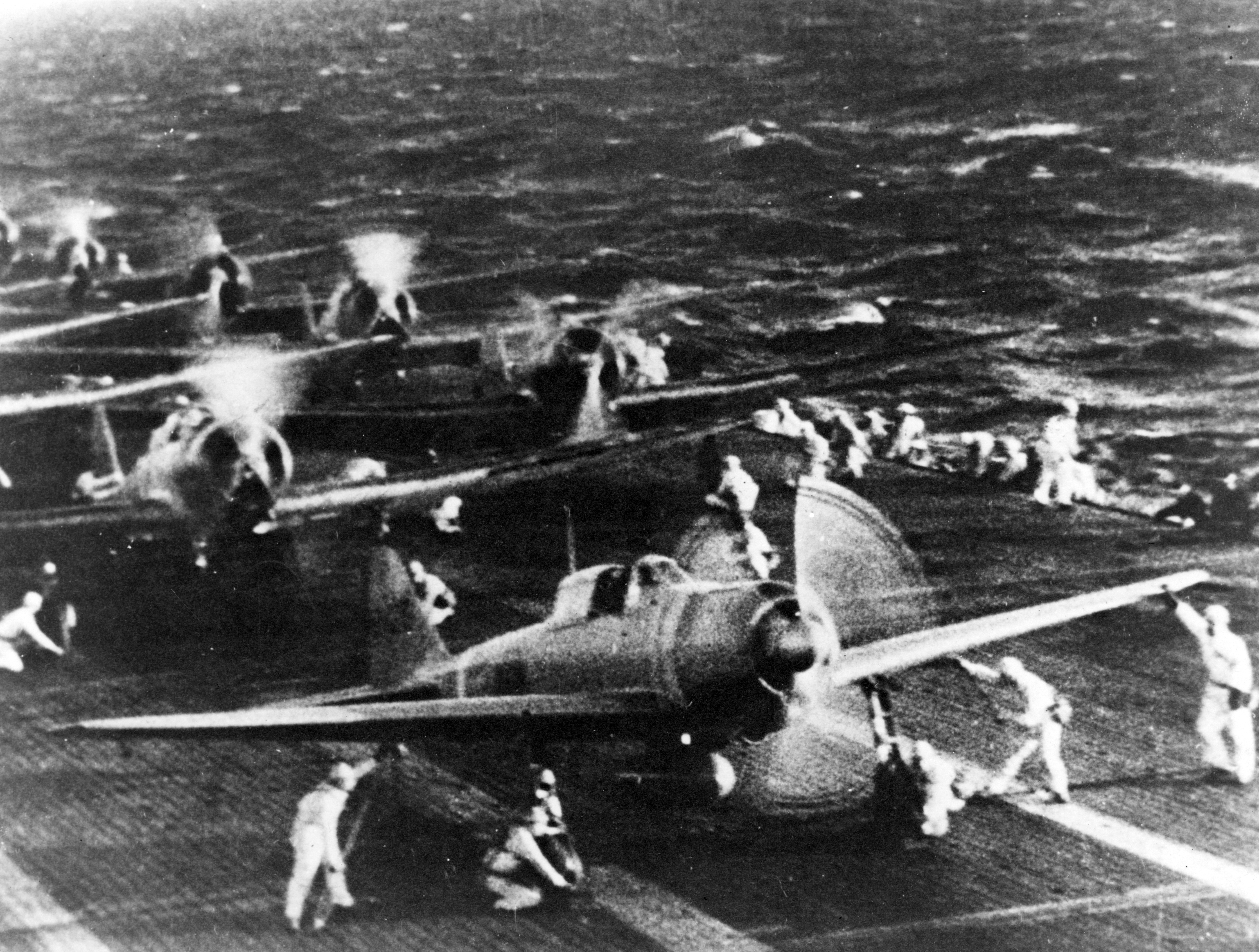
Avions navals japonesos es preparen per atacar Pearl Harbor

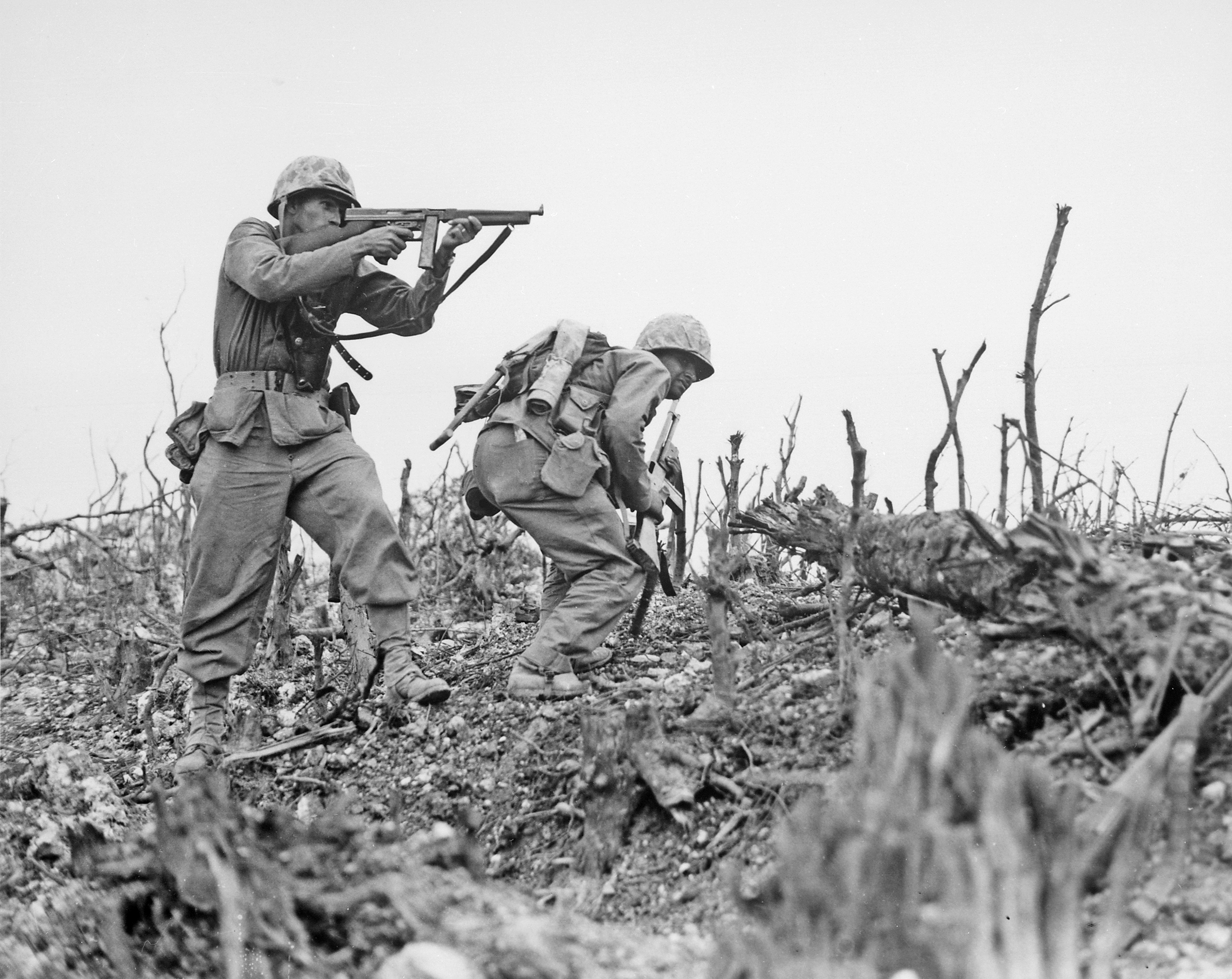
Okinawa, 1945. Un marine estatunidenc apunta amb una metralladora Thompson a un franctirador japonès, mentre el seu company es posa a cobert.

#### Àrea del Pacífic Nord
- Campanya de les Illes Aleutianes, 1942–43[5]
  - Batalla de les Illes Komandorski, Març 1943

#### Àrea del Pacífic Central
- Atac a Pearl Harbor, 7 Desembre 1941[6]
- Batalla de Guam, 8–10 Desembre 1941
- Batalla de l'illa de Wake, 8–23 Desembre 1941[7]
- Ocupació japonesa de les Iles Gilbert, 9 Desembre 1941 - Agost 1945
- Atac a les Marshalls–Gilberts, 1 Febrer 1942
- Atac de Doolittle, 18 Abril 1942[8]
- Ocupació japonesa de Nauru, 26 Agost1942 - Septebre 1945
- Batalla de Midway, 4–7 Juny 1942[9]
- Atac a l'Illa Makin, 17–18 Agost 1942
- Campanya de las Illes Gilbert i Marshall, Novembre 1943 – Febrer 1944
  - Batalla de Tarawa, 20–23 Novembre 1943[10]
  - Batalla de Makin, 20–23 Novembre 1943
  - Batalla de Kwajalein, 31 Gener – 3 Febrer 1944:751
  - Atac a Truk, 17–18 Febrer 1944
  - Batalla d'Eniwetok, 17–23 Febrer 1944
- Campanya de les Illes Marianes i Palaos, 1944
  - Batalla de Saipan, Juny 1944[11]
  - Batalla del Mar de les Filipines, Juny 1944[12]
  - Batalla de Guam, Juliol – Agost 1944
  - Batalla de Tinian, Juliol – Agost 1944
  - Batalla de Peleliu, Setembre – Novembre 1944[13]
  - Batalla d'Angaur, Setembre – Octubre 1944
- Batalla del golf de Leyte, Octubre 1944[14]
  - Batalla del Mar Sibuyan, Octubre 1944
  - Batalla del Cap Engaño, Octubre 1944
- Campanya de les Illes Volcano i Ryukyu 1945
  - Batalla d'Iwo Jima, Febrer 1945[15]
  - Batalla d'Okinawa, Abril 1945[16]

#### Àrea del Pacífic Sud
- Campanya de Guadalcanal, Agost 1942 – Febrer 1943
  - Batalla de l'Illa de Savo, 9 Agost 1942
  - Batalla de les Salomón Orientals, 24–25 Agost 1942
  - Batalla del cap Esperança, 11–12 Octubre 1942
  - Batalla pel Camp Henderson, 23-26 Octubre 1942
  - Batalla de les Illes Santa Cruz, 26 Octubre 1942
  - Batalla naval de Guadalcanal, 12–15 Novembre 1942[17]
  - Batalla de Tassafaronga, 30 Novembre 1942
- Campanya de les Illes Salomón, Gener 1942 – Novembre 1943
  - Campanya de New Georgia, Juny–Agost 1943
  - Batalla del Golf de Kula, 6 Juliol 1943
  - Batalla de Kolombangara, 12–13 Juliol 1943
  - Batalla del golf de Vella, 6–7 Agost 1943
  - Batalla de Vella Lavella, Agost–Octubre 1943
    - Batalla naval de Vella Lavella: 6/7 Octubre 1943
    - Batalla terra de Vella Lavella: 15 Agost – 9 Octubre 1943

  - Campanya de Bougainville, Novembre 1943 – Agost 1945
    - Desembarcament a Cap Torokina (Operació Cherryblossom), 1–3 Novembre 1943
    - Batalla de l'Empress Augusta Bay, 1–2 Novembre 1943
    - Bombardeig de Rabaul (1943), 2–11 Novembre 1943
    - Batalla del Llac Koromokina, 7–8 Novembre 1943
    - Batalla per Piva Trail, 8–9 Novembre 1943
    - Batalla de Coconut Grove, 13–14 Novembre 1943
    - Batalla de Piva Forks, 18–25 Novembre 1943
    - Batalla del cap Sant Jordi, 25 Novembre 1943
    - Atac a Koiari, 28–29 Novembre 1943
    - Batalla de Hellzapoppin Ridge i Hill 600A, 12–24 Desembre 1943
    - Pacificació de Rabaul, 17 Desembre 1943 – 8 Agost 1945
    - Batalla de les Illes Green, 15–20 Febrer 1944
    - Segona Batalla de Torokina, 8–25 Març 1944
    - Batalla de Pearl Ridge, 30–31 Desembre 1944
    - Batalla de Tsimba Ridge, 17 Gener – 9 Febrer 1945
    - Batalla de Slater Knoll, 28 Març – 6 Abril 1945
    - Batalla del riu Hongorai, 17 Abril – 22 Maig 1945
    - Batalla de Porton Plantation, 8–10 Juny 1945
    - Batalla de Ratsua, Juny–Agost 1945

### Àrea del Pacífic Sudoest
- Campanya de les Filipines (1941-1942)[18]
  - Batalla de Bataan, 7 Gener – 9 Abril 1942
  - Batalla de Corregidor, 5-6 Maig 1942
- Campanya de les Indies Orientals Neerlandeses, 1941–42
  - Batalla de Borneo (1941–1942), 16 Desembre 1941 – Març 1942
  - Batalla de Manado, 11–13 Gener 1942
  - Batalla de Tarakan (1942), Gener 11–12, 1942
  - Batalla de Balikpapan (1942), 23–24 Gener 1942
  - Batalla d'Ambon, 30 Gener – 3 Febrer 1942
  - Batalla de Palembang, 13–15 Febrer 1942
  - Batalla de l'estret de Makassar, 4 Febrer 1942
  - Batalla de l'estret Badung, 19–20 Febrer 1942
  - Batalla del mar de Java, 27 Febrer 1942
  - Batalla del estret de Sonda, 28 Febrer – 1 Març 1942
  - Segona batalla del mar de Java, 1 Març 1942
  - Batalla de Java (1942), 28 Febrer – 12 Març 1942
  - Batalla de Timor, 19 Febrer 1942 – 10 Febrer 1943
- Campanya de Nova Guinea, 1942–45[19]
  - Batalla de Rabaul, 23 Gener – 9 Febrer 1942
  - Bombardeig de Rabaul (1942), Febrer i Març 1942
  - Invasió de Salamaua-Lae, 8-13 Març 1942
  - Batalla del mar del Corall, 4-8 Maig 1942[20]
  - Campanya del Sender de Kokoda, 21 Juliol – 16 Novembre 1942
    - Invasió de Buna-Gona, 21-27 Juliol 1942
    - Batalla de Kokoda, 28–29 Juliol 1942 and 8–10 Agost 1942
    - Batalla de Isurava, 26–31 Agost 1942
    - Primera Batalla d'Eora Creek, 31 Agost 1942 – 5 Setembre 1942
    - Batalla d'Efogi, 6–9 Septembre 1942
    - Batalla de Ioribaiwa, 14–16 Septembre 1942
    - Segona Batalla d'Eora Creek, 11–28 Octubre 1942
    - Batalla d'Oivi–Gorari, 4–11 Novembre 1942

  - Batalla de la badia de Milne, 25 Agost – 7 Setembre 1942
  - Batalla de l'Illa Goodenough, 22-27 Octubre 1942
  - Batalla de Buna-Gona, 16 Novembre 1942 – 22 Gener 1943
  - Batalla de Wau, 29 January - 4 Febrer 1943
  - Batalla del mar de Bismarck, 2-4 Març 1943
  - Operació Chronicle, 30 Juny 1943
  - Campanya de Salamaua-Lae, Abril–Setembre 1943
    - Batalla de Bobdubi, 22 Abril 1943 – 19 Agost 1943
    - Batalla de Mubo, 22 Abril 1943 – 14 Juliol 1943
    - Batalla de Lababia Ridge, 20–23 Juny 1943
    - Desembarcament a la Badia Nassau, 30 Juny - 6 Juliol 1943
    - Batalla de Mount Tambu, 16 Juliol 1943  – 18 Agost 1943
    - Desembarcament a Lae (Operació Postern), 4–16 Setembre 1943
    - Desembarcament a Nadzab (Operació Postern), 5 Setembre 1943

  - Campanya de la Península de Huon, Setembre 1943 – Març 1944
    - Desembarcament a Scarlet Beach (Operació Diminish), 22 Setembre – 2 Ocubre 1943
    - Batalla of Finschhafen, 22 Setembre – 24 Octubre 1943
    - Batalla de Sattelberg, 17–25 Novembre 1943
    - Batalla de Wareo, 27 Novembre – 8 Desembre 1943
    - Batalla de Sio, 5 Desembre 1943 – 1 Març 1944
    - Desembarcament a Long Island, 26 Desembre 1943
    - Desembarcament a Saidor (Operation Michaelmas), 2 Gener 1944 – 10 Febrer 1944

  - Campanya de Finisterre Range, Setembre 1943 – Abril 1944
    - Batalla de Kaiapit, 19–20 Setembre 1943
    - Batalla de Dumpu, 22 Setembre – 4 Octubre 1943
    - Batalla de The Pimple, 27–28 Desembre 1943
    - Batalla de Shaggy Ridge, 19–31 Gener 1944
    - Batalla de Madang, Febrer – Abril 1944

  - Campanya de Bougainville, Novembre 1943 – Agost 1945
  - Campanya de Nova Bretanya, Decembre 1943 – Agost 1945
    - Batalla d'Arawe, 15 Decembre 1943 – 24 Febrer 1944
    - Batalla del cap Gloucester, 26 Desembre 1943 – 16 Gener 1944
    - Batalla de Talasea, 6 – 9 Març 1944
    - Desembarcament a la Badia Jacquinot, 4 Novembre 1944
    - Batalla de Wide Bay, Desembre 1944 – Abril 1945

  - Campanya de les Illes de l'Almirallat, 29 Febrer – 18 Maig 1944
  - Desembarcament a Emirau, 20 - 27 Març 1944
  - Campanya de l'Oest de Nova Guinea, Abril 1944 – Agost 1945
    - Batalla d'Hollandia i Aitape, 22 Abril 1944
    - Batalla de Lone Tree Hill, 17 Maig – 2 Setembre 1944
    - Batalla de Wakde, 18–21 Maig 1944
    - Batalla de Biak, 27 Maig 1944
    - Batalla de Noemfoor, 2 Juliol - Agost 31 1944
    - Batalla del riu Driniumor, 10 Juliol – 25 Agost 1944
    - Batalla de Sansapor, 30 Juliol – 31 Agost 1944
    - Batalla de Morotai 15 Setembre 1944
    - Campanya d'Aitape–Wewak, Novembre 1944 – Agost 1945
- Campanya de Filipines (1944-1945)
  - Batalla de Leyte, October–Desembre 1944
  - Batalla del golf de Leyte, Octubre 1944[21]
    - Batalla de Palawan Passage, Octubre 1944
    - Batalla de l'estret de Surigao, Octubre 1944
    - Batalla de Samar, Octubre 1944

  - Batalla de Mindoro, Desembre 1944[18]
  - Batalla del Golf de Lingayen, Gener 1945
  - Batalla de Luzon, Gener–Agost 1945[22]
  - Batalla de Manila, Febrer–Març 1945
  - Batalla de Corregidor, Febrer 1945
  - Invasió de Palawan, Febrer–Abril 1945
  - Batalla de Visayas, Març–Juliol 1945
  - Batalla de Mindanao, Març–Agost 1945
  - Batalla de Maguindanao, Gener–Setembre 1945
- Campanya de Borneo (1945)
  - Batalla de Tarakan, Maig–Juny 1945
  - Batalla de Borneo del Nord, Juny–Agost 1945
  - Batalla de Balikpapan, Juliol 1945

### Àrea del Pacífic del Sudest
- Burma, Desembre 1942 – Maig 1942
- India-Burma, Abril 1942 – Gener 1945
- China Defensa, Juliol 1942 – Maig 1945
- Central Burma, Gener 1945 – Juliol 1945
- China Offensiva, Maig 1945 – Setembre 1945